# امقینو (دهانه)
امقینو یک دهانه برخوردی در ماه است.